# Adiantum polyphyllum
Adiantum polyphyllum là một loài thực vật có mạch trong họ Adiantaceae. Loài này được Willd. miêu tả khoa học đầu tiên năm 1810.

## Hình ảnh

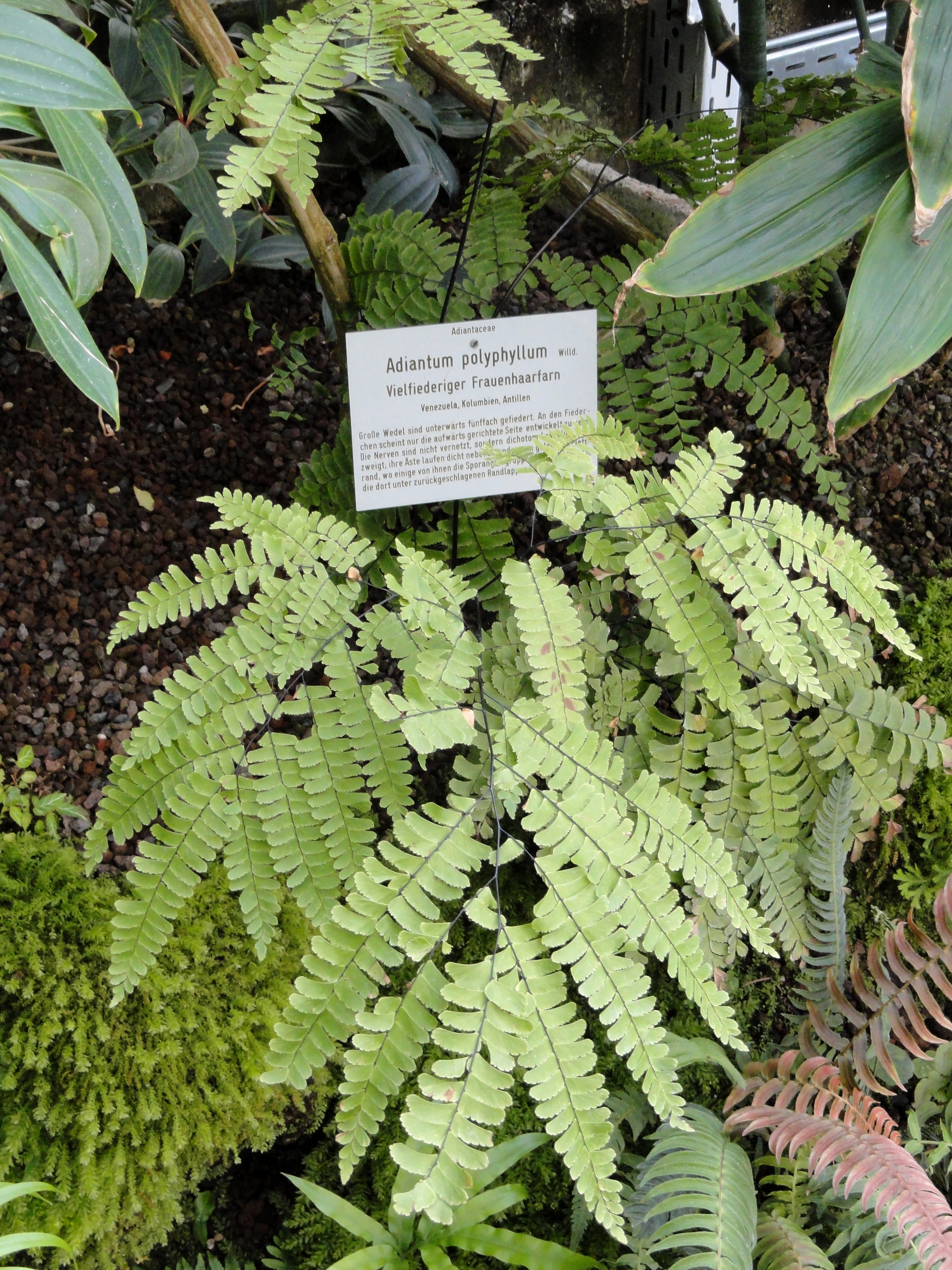